# Comtat de Roger Mills
El Comtat de Roger Mills (en anglès: Roger Mills County) és un comtat localitzat a l'oest de l'estat estatunidenc d'Oklahoma. Segons el cens dels Estats Units del 2010 tenia 3.647 habitants. La seu de comtat, la capital, és Cheyenne.

## Història
El Comtat de Roger Mills va ser anomenat en honor de Roger Q. Mills, un polític de Texas i oficial en l'Exèrcit dels Estats Confederats durant la Guerra Civil dels Estats Units. Al poble de Cheyenne és on va tenir part la batalla de Washita River. Aquí el Setè de Cavalleria de George Armstrong Custer va atacar el poble xeiene de Black Kettle al riu Washita el 26 de novembre de 1868.
Durant la dècada de 1970 el Comtat de Roger Mills i altres comtats propers van ser proveïts amb gas natural i petroli. Aquest camp de gas natural fou el més gran dels Estats Units, i la font més gran d'heli en el món. Entre 1973 i 1993 produí 230.000.000 metres cúbics de gas natural.

## Geografia
Segons l'Oficina del Cens dels Estats Units, el comtat tenia una àrea de 2.969 quilòmetres quadrats, dels quals 2.957 quilòmetres quadrats són terra i 12 quilòmetres quadrats (0,40%) són aigua. El riu Canadian forma la frontera del comtat al nord. El riu Washita passa per Cheyenne i Strong City i passa pel comtat d'oest a est.

### Àrees nacionals protegides
- Black Kettle National Grassland (parcialment)
- Washita Battlefield National Historic Site

### Comtats adjacents
|  |  |  |
|  |  |  |
|  |  |  |

## Demografia

Piràmide de població del Comtat de Roger Mills (2000)

Segons el cens del 2000, hi havia 3.436 habitants, 1.428 llars i 988 famílies residint en el comtat. La densitat de població era d'una persona per quilòmetre quadrat. Hi havia 1.749 cases en una densitat d'una per quilòmetre quadrat. La composició racial del comtat era d'un 91,76% blancs, un 0,29% negres o afroamericans, un 5,47% natius americans, un 0,09% asiàtics, un 0,52% d'altres races, i un 1,86% de dos o més races. Un 2,65% de la població eren hispànics o llatinoamericans de qualsevol raça.
Hi havia 1.428 llars de les quals un 29,40% tenien menors de 18 anys vivint-hi, un 58,80% eren parelles casades vivint juntes, un 6,80% eren dones vivint soles i un 30,80% no eren famílies. Només hi vivia una persona en un 28,60% de totes les llars i en un 16,90% hi vivia sol una persona de 65 o més anys. La mida mitjana era de 2,38 persones i de família era de 2,91 persones.
En el comtat la població estava repartida en un 23,80% menors de 18 anys, un 6,70% de 18 a 24 anys, un 24,70% de 25 a 44 anys, un 26,00% de 45 a 64 anys i un 18,70% majors de 64 anys. L'edat mediana era de 42 anys. Per cada 100 dones hi havia 100,50 homes. Per cada 100 dones d'edat 18 o més hi havia 96,90 homes.
L'ingrés anual de mediana per llar en el comtat era de 30.078 $, i l'ingrés anual de mediana per a família era de 35.921 $. Els homes tenien un ingrés de mediana anyal de 22.224 $ mentre que les dones en tenien de 19.821 $. La renda per capita era de 16.821 $. Un 11,50% de les famílies i un 16,30% de la població estaven per sota del llindar de la pobresa, incloent-n'hi dels quals un 20,40% menors de 18 anys i un 10,40% majors de 64 anys.

## Entitats de població

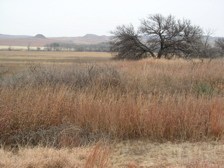
Camp de batalla de la batalla de Washita River

| - Berlin - Carpenter - Cheyenne - Crawford - Dempsey - Grimes | - Hammon - Herring - Reydon - Roll - Strong City - Sweetwater |